# Feliniopsis niveipuncta
Feliniopsis niveipuncta är en fjärilsart som beskrevs av George Francis Hampson 1911. Feliniopsis niveipuncta ingår i släktet Feliniopsis och familjen nattflyn. Inga underarter finns listade i Catalogue of Life.